# Filmographie de Catherine Deneuve
Pour un article plus général, voir Catherine Deneuve.

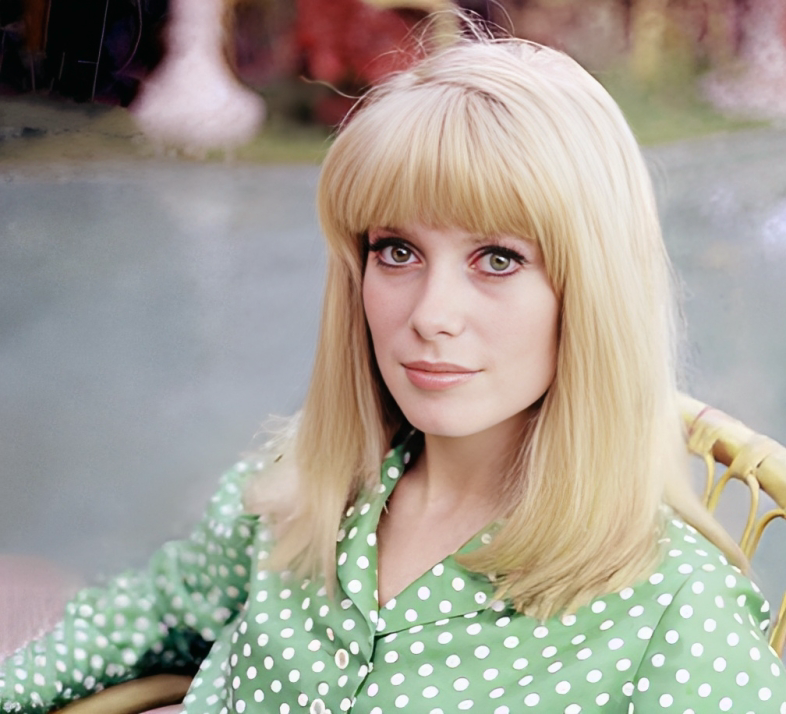
Catherine Deneuve en 1966.

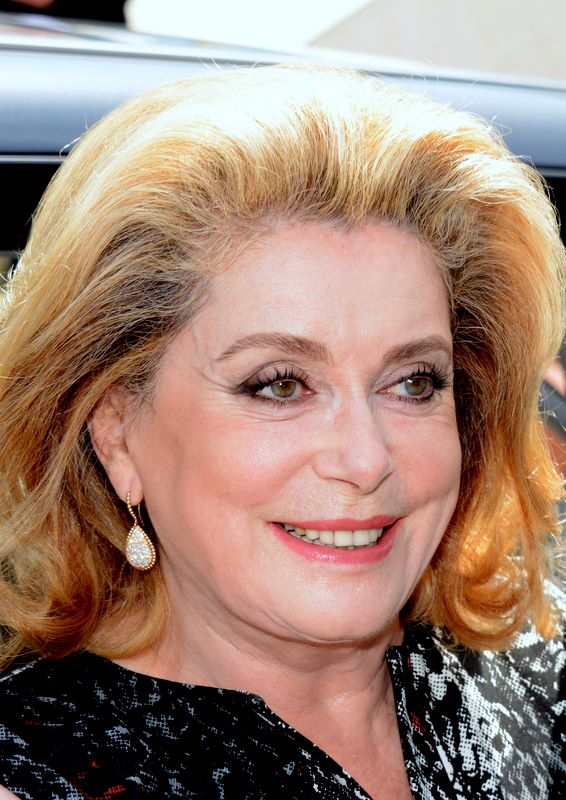
Catherine Deneuve au Festival de Cannes 2014.

Cet article détaille la filmographie complète de l'actrice française Catherine Deneuve à partir de ses treize ans, en 1956.

## Cinéma

### Longs métrages

#### Années 1950
- 1956 : Les Collégiennes d'André Hunebelle : une petite collégienne
- 1959 : Les Petits Chats de Jacques R. Villa

#### Années 1960
- 1960 : Les portes claquent de Jacques Poitrenaud et Michel Fermaud : Danièle
- 1960 : L'Homme à femmes de Jacques-Gérard Cornu : Catherine
- 1961 : Les Parisiennes de Marc Allégret : Sophie dans le sketch Sophie
- 1962 : Et Satan conduit le bal de Grisha M. Dabat : Manuelle
- 1962 : Le Vice et la Vertu de Roger Vadim : Justine Morand, la vertu
- 1963 : Vacances portugaises de Pierre Kast : Catherine
- 1963 : Les Plus Belles Escroqueries du monde, segment L'Homme qui vendit la tour Eiffel de Claude Chabrol : l'acheteuse
- 1964 : Les Parapluies de Cherbourg de Jacques Demy : Geneviève Emery
- 1964 : La Chasse à l'homme d'Édouard Molinaro : Denise
- 1964 : Un monsieur de compagnie de Philippe de Broca : Isabelle
- 1964 : Avec amour et avec rage (La costanza della ragione) de Pasquale Festa Campanile : Lori
- 1965 : Le Chant du monde de Marcel Camus : Clara
- 1965 : Répulsion (Repulsion) de Roman Polanski : Carole Ledoux
- 1965 : La Vie de château de Jean-Paul Rappeneau : Marie
- 1965 : Belles d'un soir (Das Liebeskarussell) de Rolf Thiele : Angela Claasen dans le sketch Angela
- 1966 : Les Créatures d'Agnès Varda : Mylène
- 1967 : Les Demoiselles de Rochefort de Jacques Demy : Delphine Garnier
- 1967 : Belle de jour de Luis Buñuel : Séverine Serizy
- 1967 : Benjamin ou les Mémoires d'un puceau de Michel Deville : Anne
- 1967 : Manon 70 de Jean Aurel : Manon
- 1968 : La Chamade d'Alain Cavalier : Lucile
- 1968 : Mayerling de Terence Young : Maria Vetsera
- 1969 : La Sirène du Mississipi de François Truffaut : Marion Vergano
- 1969 : Folies d'avril (April fools) de Stuart Rosenberg : Catherine Gunther
- 1969 : Tout peut arriver de Philippe Labro : elle-même (interview)

#### Années 1970
- 1970 : Tristana de Luis Buñuel : Tristana
- 1970 : Peau d'Âne de Jacques Demy : la Reine bleue / la Princesse / Peau d'Âne
- 1971 : Ça n'arrive qu'aux autres de Nadine Trintignant : Catherine
- 1972 : Liza (La cagna) de Marco Ferreri : Liza
- 1972 : Un flic de Jean-Pierre Melville : Cathy
- 1973 : L'Événement le plus important depuis que l'homme a marché sur la Lune de Jacques Demy : Irène de Fontenoy
- 1974 : Touche pas à la femme blanche ! (Non toccare la donna bianca) de Marco Ferreri : Marie-Hélène de Boismonfrais
- 1974 : La Grande Bourgeoise (Fatti di gente perbène) de Mauro Bolognini : Linda Murri
- 1974 : La Femme aux bottes rouges de Juan Luis Buñuel : Françoise Le Roi
- 1975 : Zig-Zig de László Szabó : Marie
- 1975 : L'Agression de Gérard Pirès : Sarah
- 1975 : Le Sauvage de Jean-Paul Rappeneau : Nelly
- 1975 : La Cité des dangers (Hustle) de Robert Aldrich : Nicole Britton
- 1976 : Si c'était à refaire de Claude Lelouch : Catherine Berger
- 1976 : Coup de foudre de Robert Enrico (film inachevé) : Flora
- 1977 : Âmes perdues (Anima persa) de Dino Risi : Sofia Stolz
- 1977 : Il était une fois la Légion (March or die) de Dick Richards : Simone Picard
- 1977 : La Cabine des amoureux (Casotto) de Sergio Citti : Donna del Sogno
- 1978 : L'Argent des autres de Christian de Chalonge : Cécile Régnier
- 1978 : Écoute voir d'Hugo Santiago : Claude Alphand
- 1979 : Ils sont grands, ces petits de Joël Santoni : Louise Mouchin
- 1979 : À nous deux de Claude Lelouch : Françoise
- 1979 : Courage fuyons d'Yves Robert : Eva

#### Années 1980
- 1980 : Le Dernier Métro de François Truffaut : Marion Steiner
- 1980 : Je vous aime de Claude Berri : Alice
- 1981 : Le Choix des armes d'Alain Corneau : Nicole Durieux
- 1981 : Hôtel des Amériques d'André Téchiné : Hélène
- 1982 : Le Choc de Robin Davis : Claire
- 1983 : L'Africain de Philippe de Broca : Charlotte
- 1983 : Les Prédateurs (The Hunger) de Tony Scott : Miriam Blaylock
- 1984 : Le Bon Plaisir de Francis Girod : Claire Desprès
- 1984 : Fort Saganne d'Alain Corneau : Louise Tissot
- 1984 : Paroles et Musique d'Élie Chouraqui : Margaux
- 1986 : Pourvu que ce soit une fille (Speriamo che sia femmina) de Mario Monicelli : Claudia
- 1986 : Le Lieu du crime d'André Téchiné : Lili Ravenel
- 1987 : Agent trouble de Jean-Pierre Mocky : Amanda Weber
- 1988 : Fréquence meurtre d'Élisabeth Rappeneau : Jeanne Quester
- 1988 : Drôle d'endroit pour une rencontre de François Dupeyron : France

#### Années 1990
- 1990 : La Reine blanche de Jean-Loup Hubert : Liliane Ripoche
- 1991 : Contre l'oubli (film collectif), segment Pour Febe Elisabeth Velasquez de Chantal Akerman : elle-même
- 1992 : Indochine de Régis Wargnier : Eliane Devries
- 1993 : Ma saison préférée d'André Téchiné : Émilie
- 1994 : La Partie d'échecs d'Yves Hanchar : la marquise
- 1995 : Les Cent et une nuits de Simon Cinéma d'Agnès Varda : la star-fantasme
- 1995 : Le Couvent (O Convento) de Manoel de Oliveira : Hélène
- 1996 : Les Voleurs d'André Téchiné : Marie
- 1997 : Généalogies d'un crime de Raoul Ruiz : Solange Rivière / Jeanne Higgins
- 1998 : Place Vendôme de Nicole Garcia : Marianne
- 1999 : Le Vent de la nuit de Philippe Garrel : Hélène
- 1999 : Belle Maman de Gabriel Aghion : Léa
- 1999 : Pola X de Leos Carax : Marie
- 1999 : Le Temps retrouvé de Raoul Ruiz : Odette de Crécy
- 1999 : Est-Ouest de Régis Wargnier : Gabrielle Develay

#### Années 2000
- 2000 : Dancer in the Dark de Lars von Trier : Kathy, alias « Cvalda »
- 2001 : Je rentre à la maison (Vou para casa) de Manoel de Oliveira : Marguerite
- 2001 : Absolument fabuleux de Gabriel Aghion : une spectatrice du défilé
- 2001 : D'Artagnan (The Musketeer) de Peter Hyams : la reine
- 2001 : Le Petit Poucet d'Olivier Dahan : la reine
- 2002 : Huit Femmes de François Ozon : Gaby
- 2002 : Au plus près du paradis de Tonie Marshall : Fanette
- 2003 : Un film parlé (Um filme falado) de Manoel de Oliveira : Delphine
- 2004 : Rois et Reine d'Arnaud Desplechin : Mlle Vasset, la psychiatre
- 2004 : Les Temps qui changent d'André Téchiné : Cécile
- 2005 : Palais royal ! de Valérie Lemercier : la reine Eugénia
- 2006 : Le Concile de pierre de Guillaume Nicloux : Sybille Weber
- 2006 : Le Héros de la famille de Thierry Klifa : Alice Mirmont
- 2007 : Après lui de Gaël Morel : Camille
- 2008 : Un conte de Noël d'Arnaud Desplechin : Junon
- 2008 : Je veux voir de Khalil Joreige et Joana Hadjithomas : elle-même
- 2008 : Mes stars et moi de Lætitia Colombani : Solange Duvivier
- 2009 : Cyprien de David Charhon : Viviane
- 2009 : La Fille du RER d'André Téchiné : Louise
- 2009 : Bancs publics (Versailles Rive-Droite) de Bruno Podalydès : la cliente à l'armoire
- 2009 : Mères et Filles de Julie Lopes-Curval : Martine

#### Années 2010
- 2010 : Potiche de François Ozon : Suzanne Pujol
- 2010 : L'Homme qui voulait vivre sa vie d'Éric Lartigau : Anne
- 2011 : Les Yeux de sa mère de Thierry Klifa : Lena Weber
- 2011 : Les Bien-aimés de Christophe Honoré : Madeleine
- 2012 : Les Lignes de Wellington (As linhas de Torres Vedras) de Raoul Ruiz et Valeria Sarmiento : Severina
- 2012 : Dieu aime le caviar (O Theos agapaei to haviari) de Yannis Smaragdis : Catherine II de Russie
- 2012 : Astérix et Obélix : Au service de Sa Majesté de Laurent Tirard : Cordelia, la reine d'Angleterre
- 2013 : Elle s'en va d'Emmanuelle Bercot : Bettie
- 2014 : Dans la cour de Pierre Salvadori : Mathilde
- 2014 : L'Homme qu'on aimait trop d'André Téchiné : Renée Le Roux
- 2014 : Trois Cœurs de Benoît Jacquot : Colette
- 2015 : La Tête haute d'Emmanuelle Bercot : Juge Florence Blaque
- 2015 : Le Tout Nouveau Testament de Jaco Van Dormael : Martine
- 2016 : Le Cancre de Paul Vecchiali : Marguerite
- 2017 : Sage Femme de Martin Provost : Béatrice
- 2017 : Bonne Pomme de Florence Quentin : Barbara
- 2017 : Tout nous sépare de Thierry Klifa : Louise
- 2018 : Mauvaises Herbes de Kheiron : Monique
- 2018 : La Dernière Folie de Claire Darling de Julie Bertuccelli : Claire Darling
- 2019 : L'Adieu à la nuit d'André Téchiné : Muriel
- 2019 : Fête de famille de Cédric Kahn : Andréa
- 2019 : La Vérité d'Hirokazu Kore-eda : Fabienne

#### Années 2020
- 2020 : Terrible Jungle d'Hugo Bénamozig et David Caviglioli : Chantal de Bellabre
- 2021 : De son vivant d'Emmanuelle Bercot : Crystal
- 2022 : Femminile singolare (film à sketches italien[1]) : la directrice du corps de ballet
- 2023 : Habib, la grande aventure de Benoît Mariage : elle-même
- 2023 : Bernadette de Léa Domenach : Bernadette Chirac
- 2024 : Au fil des saisons[2],[3] d'Hanna Ladoul et Marco La Via : Solange
- 2024 : Marcello mio de Christophe Honoré : elle-même
- 2024 : Yōkai, le monde des esprits d'Eric Khoo : Claire Emery
- Prévu en 2026 : Peau d'homme de Léa Domenach[4]

### Courts métrages
- 1961 : Ça c'est la vie de Claude Choubier
- 1968 : Vienna: The Years Remembered (sh) de Jay Anson : elle-même
- 1996 : Court toujours (collection) : L'Inconnu d'Ismaël Ferroukhi : Marianne
- 1997 : Sans titre de Leos Carax : elle-même
- 2017 : Naissance d'une étoile de James Bort  : Mlle Jean
- 2017 : Belle à croquer d'Axel Courtière : L'Ange
- 2018 : Duo des chats de Michael Haussman et Andrea Danese : Maman

### Documentaires
- 1972 : Le Dernier Cri des Halles de Monique Aubert : Elle-même
- 1970 : Langlois d'Elia Herson et Roberto Guerra : Elle-même
- 1981 : Reporters de Raymond Depardon : apparition
- 1986 : Norma Jean, dite Marilyn Monroe d’André Romus et Marcia Lerner : Commentaire
- 1989 : Frames from the Edge : Helmut Newton d'Adrian Maben : Elle-même
- 1993 : Les Demoiselles ont eu 25 ans d'Agnès Varda : Elle-même
- 1995 : L'Univers de Jacques Demy d'Agnès Varda : Elle-même
- 1995 : Elle s'appelait Françoise d'Anne Andreu : Elle-même
- 1997 : Pierre and Gilles, Love Stories (moyen métrage) de Mike Aho
- 2000 : Von Trier's: 100 ojne de Katia Forbert : Elle-même
- 2001 : Nuages, Lettres à mon fils (Clouds: letters to my son) de Marion Hänsel : Narratrice
- 2002 : Yves Saint-Laurent, 5 avenue Marceau 75116 Paris de David Teboul : Elle-même
- 2003 : Le Génie français de Josée Dayan et David Jankoswski : Elle-même
- 2009 : Lettre à Anna d'Eric Bergkraut : Narratrice
- 2010 : Catherine Deneuve, belle et bien là d'Anne Andreu : Elle-même
- 2012 : Catherine Deneuve, Rive Gauche de Loïc Prigent : Elle-même
- 2018 : Françoise Dorléac, une promesse de Frédéric Zamochnikoff : Elle-même
- 2022 : Deneuve, la reine Catherine de Virginie Linhart : Elle-même
- 2023 : Catherine Deneuve à son image de Claire Laborey: Elle-même

### Productrice ou coproductrice
- 1974 : Zig-Zig de László Szabó
- 1987 : Drôle d'endroit pour une rencontre de François Dupeyron

## Télévision

### Téléfilms
- 2003 : Princesse Marie de Benoît Jacquot : Marie Bonaparte
- 2007 : Pouvoir et séduction (Frühstrück mit einer Unbekannten) de Maria von Heland : la dame élégante

### Séries et mini-séries
- 2003 : Les Liaisons dangereuses de Josée Dayan : Marquise Isabelle de Merteuil
- 2006 : Nip/Tuck, saison 4, épisode 12 Diana Lubey de Charles Haid : Diana Lubey

### Émissions
- 2016 : Catherine Deneuve lit la mode de Loïc Prigent : elle-même

### Clips vidéo
- 1980 : Dieu fumeur de havanes de Serge Gainsbourg et Catherine Deneuve : elle-même
- 1994 : Paris Paris de Malcolm McLaren : elle-même
- 1995 : N'oubliez jamais (en) de Joe Cocker : elle-même à Paris, retrouvant Joe Cocker
- 2008 : Figures imposées de Julien Doré : la femme en rollers

## Doublage
- 1996 : La Reine des neiges, film d'animation de Lev Atamanov : la Reine des neiges (version française)
- 2007 : Persepolis, film d'animation de Vincent Paronnaud et Marjane Satrapi : la mère de Marjane (version originale française et doublage anglais)
- 2013 : Monstres Academy (Monsters & Cie), film d'animation de Dan Scanlon : Abigael Hardscrabble (version française)
- 2023 : Marvel's Wastelanders - Black Widow (série audio, version française)